# Atbulaq
Atbulaq è un comune dell'Azerbaigian situato nel distretto di Hacıqabul. Conta una popolazione di 2 022 abitanti.